# ستريكينغ

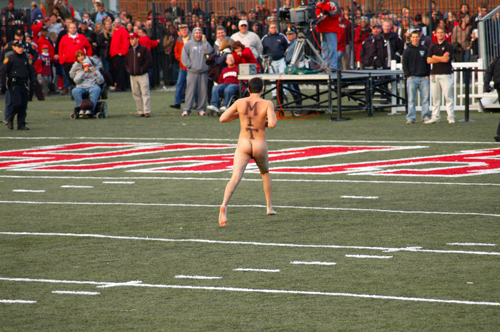
مشجع عاري خلال مباراة لكرة القدم الأمريكية في الولايات المتحدة.

ستريكينغ (بالإنجليزية: streaking) هو قيام شخص بالركض على الأغلب عارياً في منطقة عامة للدعاية أو كمقلب، تحدي أو كشكل من أشكال الاحتجاج، وغالباً ما يرتبط هذا الفعل بالأحداث الرياضية وغالباً ما يلاحقهم المسؤولون الرياضيون أو الشرطة.